# 25 Martiou
25 Martiou (Grieks: 25ης Μαρτίου) (25 maart straat) is een metrostation in de Griekse stad Thessaloniki dat op 30 november 2024 werd geopend. 25 maart is de dag waarop in 1821 de onafhankelijkheid van Griekenland werd uitgeroepen.

## Geschiedenis
In 1918 werd, naar aanleiding van de grote stadsbrand in 1917, een wederopbouwplan gepresenteerd dat onder andere voorzag in de nieuwbouw van twee kopstations voor de spoorwegen die onderling verbonden zouden worden met een metro die de oude stad in een tunnel onder de Egnatialaan zou doorkruisen. De herbouw en uitbreiding van de stad werden gerealiseerd, het spoorwegstation bij Nea Elvetia werd echter nooit gebouwd en de metro bleef vooralsnog een plan. In 1968 lag er een voorstel voor een ringlijn die deels onder de Golf van Thessaloniki zou lopen en ook het vliegveld zou bedienen, maar ook dit kwam niet verder dan de tekentafel.
in de jaren 80 van de 20e eeuw kwam de stad met een eigen project voor een metro/sneltram. De eerste werkzaamheden begonnen in 1986 en in 1988 besloot burgemeester Kouvelas het geheel uit te voeren als metro in openbouwputtunnels met twee takken ten zuiden van Papafi. Het gemeentelijke project werd echter om financiële redenen in 1989 stilgelegd. 
De westtak van dit project en de tunnel onder de oude stad, die al in 1918 was voorgesteld, vormen de basis voor het tracé van lijn 1 dat in 2003 werd vastgelegd. In april 2006 werd gekozen voor een automatische metro naar het voorbeeld van de metro van Kopenhagen. Volgens het ontwerp zou die  in geboorde tunnels op ongeveer 9 meter diepte komen, archeologische vondsten leidden echter tot een wijziging van het ontwerp waarbij de tunnels ongeveer tussen de 14 en 31 meter diep kwamen te liggen. 
In het besluit van Kouvelas uit 1988 waren twee stations, 25 maart en Mina Patrikiouplein, opgenomen in het zuiden van de stad. In het tracébesluit van 2003 waren deze samengevoegd tot station 25 maart en het idee uit 1968 om ook het vliegveld aan te sluiten op de metro werd in 2013 deels geëffectueerd door het contract voor een metrotunnel onder Kalamaria als eerste deel van een traject naar het vliegveld. Deze tunnel is bij 25 maart aangesloten op het initiële tracé dat op 30 november 2024 werd geopend. 

## Ligging en inrichting
Het station ligt ten noorden van het Mina Patrikiouplein onder de Solonosstraat ter hoogte van de 25 maart straat.  Het station is gebouwd in een 18 meter diepe kuip tussen de bestaande bebouwing. De toegangen sluiten aan op het zuidelijke deel van de stationshal waar ook een loket voor kaartjes, kaartautomaten en de ruimte voor de stationsopzichter te vinden zijn. Aan de oostkant zijn een vaste trap en een lift, aan de westkant zijn twee roltrappen in elkaars verlengde, waarvan de noordelijke als ingang en de zuidelijke als uitgang dient. Door de plaatsing van de OV-poortjes is het mogelijk om de stationshal te gebruiken om de straat over te steken. De lift en de vaste trap naar het perron liggen tussen de OV-poortjes. Het noordelijke deel van de stationshal is via een roltrapgroep verbonden met het perron. De plafonds en de tussenverdiepingen zijn afgewerkt met gele beplating terwijl de wanden antracietkleurig zijn. Het perron is voorzien van perrondeuren in verband met de inzet van automatische metrostellen. 
Ten noorden van het station lopen de twee geboorde tunnels naar een kruiswissel vlak ten zuiden van Analipseos waar de metrostellen van tunnel kunnen wisselen. Pal ten zuiden van het station ligt de aansluiting van de tunnels van/naar Voulgari, respectievelijk Nomarchia. De sporen van/naar Nomarchia liggen in het verlengde van de sporen langs het perron. De metro's naar Voulgari slaan direct na vertrek rechtsaf en dalen daarna in een ruime boog af om onder het Mina Patrikiouplein de tunnels van/naar Nomarchia ongelijkvloers te kruisen. De metro's uit Voulgari voegen vlak ten zuiden van het perron in op het spoor uit Nomarchia. 